# US Sugar Corporation

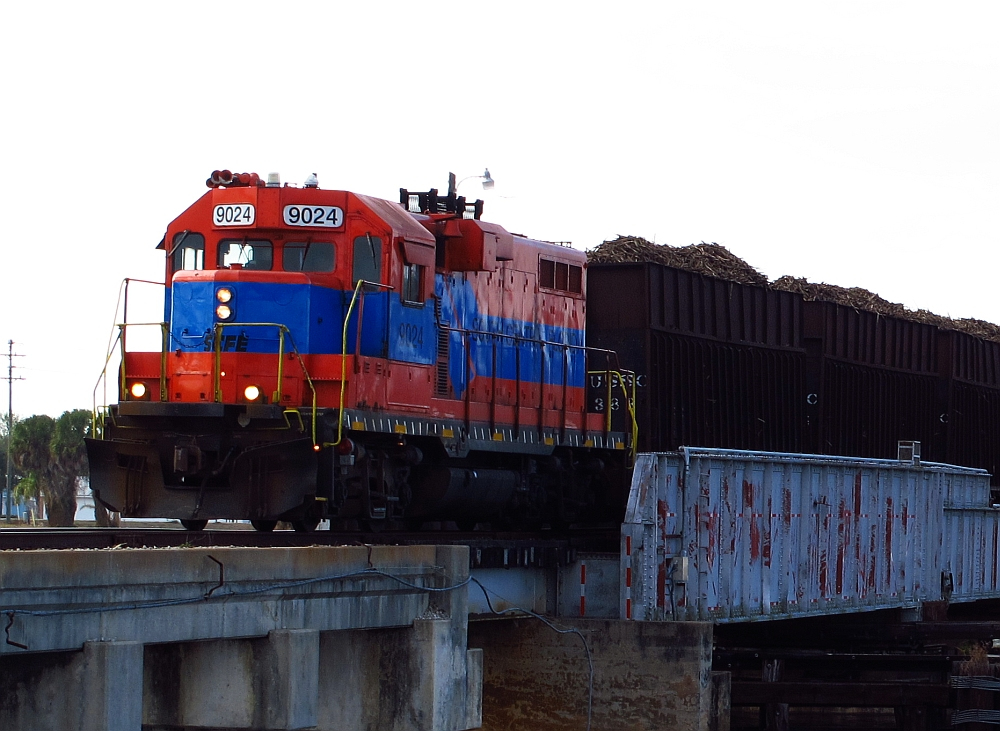
Güterzug mit Zuckerrohr der South Central Florida Express

Die US Sugar Corporation ist ein US-amerikanisches Agrarunternehmen mit Sitz in Clewiston, Florida. Haupttätigkeit ist der Anbau von Zuckerrohr, daneben werden aber auch Saftorangen und Körnermais angebaut. Pro Jahr werden 800.000 t Zucker hergestellt (10 % der US-Produktion).
Das Unternehmen war 1931 von Charles Stewart Mott, einem an der Gründung von General Motors beteiligten Unternehmer, gegründet worden.
Für den Zuckerrohrtransport wird die Eisenbahngesellschaft South Central Florida Express betrieben.
Die US Sugar Corporation besitzt ökologisch wertvolle Flächen rund um den Okeechobeesee. Ein seit mehreren Jahren geplanter Ankauf von Land zur Wiedervernässung durch die öffentliche Hand kam jedoch nicht zustande.